# Ventil
Un ventil este un robinet care se deschide pentru a permite intrarea gazului într-o incintă (cum ar fi aerul care umflă o anvelopă) și apoi este închis automat, etanș, de presiunea gazului din incintă sau de către un arc sau de către ambele, pentru a nu permite gazului să iasă. Ventilele sunt frecvent folosite la roțile de automobil și de bicicletă, dar și pentru multe alte aplicații.

## Tipuri

### Schrader

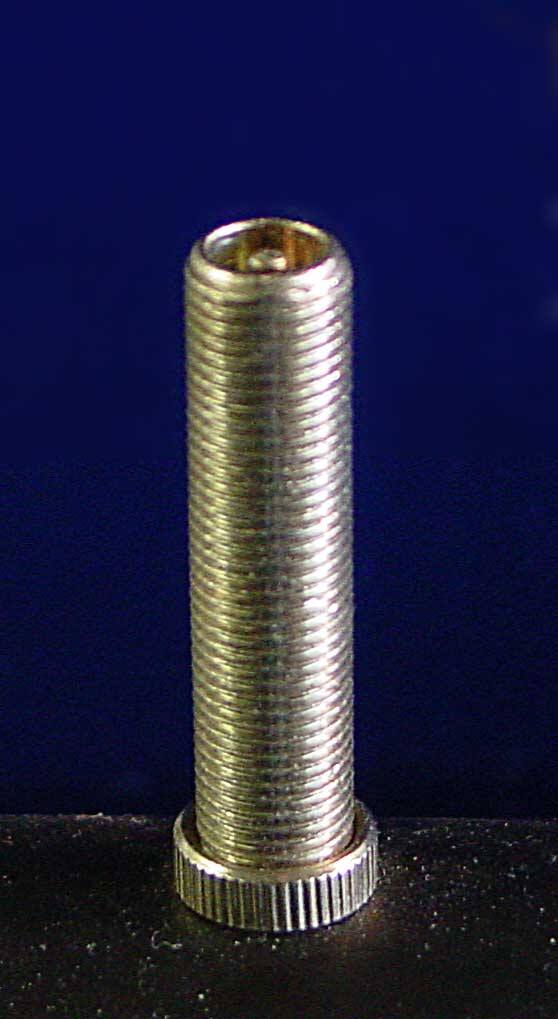
Ventil Schrader

Ventilele Schrader (numite „ventile americane”, sau, popular în România, „valve auto”) constau într-un corp de ventil în care este înșurubată o supapă acționată cu arc. Sunt folosite practic pe toate roțile de automobil și, în Statele Unite, pe roțile de bicicletă cu jantă mai lată. În afară de roți, ventilele Schrader de diametre diferite sunt folosite în sistemele de răcire și conțiținare a aerului, instalații, motoare cu injecție, suspensii și regulatoare de presiune pentru scufundare SCUBA, care permit utilizatorului să monteze sau să demonteze furtunul în timpul utilizării.

### Presta

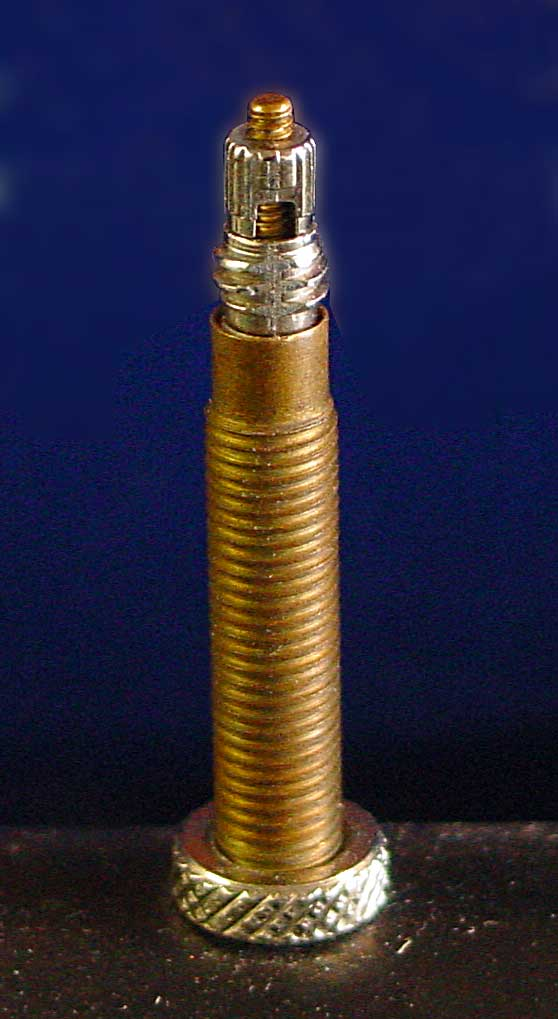
Ventil Presta

Ventilele Presta (numite și „ventile Sclaverand” sau „ventile franțuzești”) sunt folosite, în mod normal, numai la biciclete. Corpul ventilului are un diametru mai mic (nominal, 6 mm) decât cel mai subțire tip de ventil Schrader (nominal, 8 mm) așa că diametrul orificiului prin care ventilul pătrunde prin jantă poate fi mai mic.

### Dunlop (sau Woods)

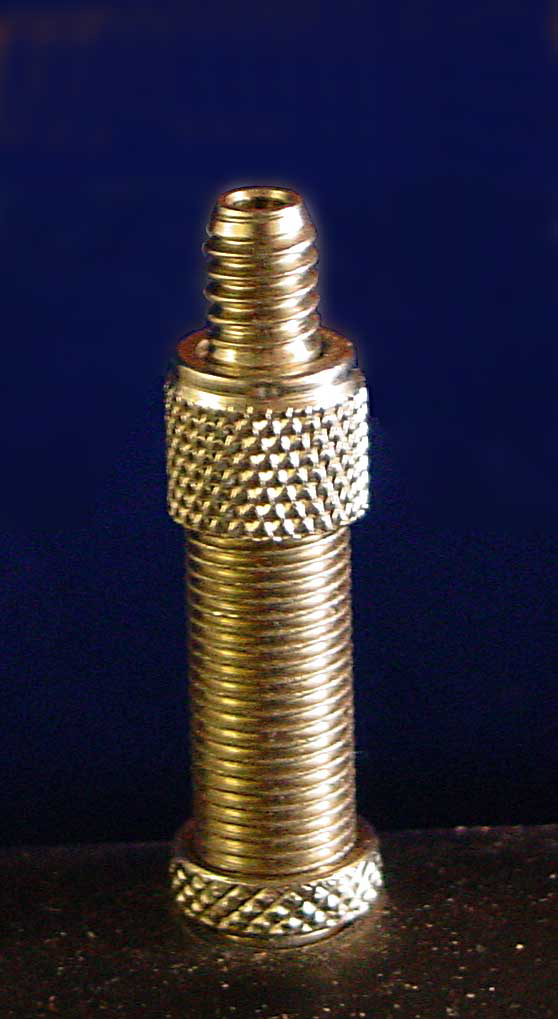
Ventil Dunlop (sau Woods)

Ventilele Dunlop (numite și „ventile Woods”, „ventile englezești” sau, popular în România, „valve de bicicletă”) erau, odată, populare în Marea Britanie.  Ele mai sunt larg folosite la roțile de bicicletă, în multe țări (Japonia, România, Rusia, Olanda, Germania, Finlanda și țările în curs de dezvoltare, mai ales la bicicletele cu preț scăzut și mediu.
Suporturile lor sunt mai mari în diametru decât ventilele Presta, dar roțile cu Dunlop pot fi umflate cu pompe Presta. Oricum, pompele care au un „clește” de prindere sunt cele mai utilizare: clasicele pompe negre, montate pe un suport de lemn. Pompele clasice nu permit o umflare la presiuni înalte, ci la maximum 3,5 bar (50 psi).
Din construcție, ventilul Dunlop nu verifică presiunea. Ventilul poate fi înlocuit ușor, fără scule speciale, așa cum se întâmplă în cazul ventilelor Schrader. Acest lucru permite și folosirea unui corp de ventil mai gros, umplut cu o substanță de etanșeizare, care să împiedice scurgerile de aer în timpul mersului.

### Alte ventile
Există multe alte tipuri de ventile, care sunt folosite în alte regiuni geografice sau pentru aplicații particulare.
De exemplu, „ventilul Regina” este un ventil foarte asemănător cu Presta și este folosit în Italia. Ventilele ascunse au un design diferit față de ventilele tradiționale pentru roți. Nu se folosește un corp de ventil; în schimb, există un capac al ventilului, montat pe un corp de ventil încorporat în jantă. Doar capacul de ventil este vizibil.Când se umflă anvelopa, capacul este îndepărtat folosind o monedă și capătul unui compresor portabil special este înșurubat în valvă. Cu acest compresor, anvelopa este umflată ca de obicei.